# Stéphane Richer (hockey sur glace, 07-06-1966)
Pour les articles homonymes, voir Stéphane Richer (homonymie) et Richer.
Cet article concerne le joueur de hockey sur glace né le 7 juin 1966. Pour le joueur de hockey né le 28 avril 1966, voir Stéphane Richer (hockey sur glace, 28-04-1966).
Stéphane Richer (né le 7 juin 1966 à Ripon, dans la province de Québec, au Canada) est un joueur professionnel canadien de hockey sur glace qui évoluait au poste d'ailier gauche. Il a évolué dans la Ligue nationale de hockey de 1984 à 2002.

## Biographie
Richer est 29e joueur sélectionné à la 29e place du repêchage d'entrée dans la LNH 1984 par les Canadiens de Montréal. Il commence sa carrière professionnelle lors de la saison 1984-1985 et remporte la Coupe Calder en 1985 avec les Canadiens de Sherbrooke.
Lors de la saison 1987-1988, il est le premier joueur des Canadiens à marquer 50 buts en une saison depuis Guy Lafleur dans les années 1970 et Pierre Larouche en 1980 mais l'année suivante, sa production chute à 25 buts. En 1989-1990, il marque 51 buts avant de retomber à 31 buts la saison suivante. Le 20 septembre 1991, il est échangé aux Devils du New-Jersey.
En 1 054 parties de saison régulière dans la LNH, il marque 421 buts et récolte 398 assistances, pour un total de 819 points. Il porte successivement les couleurs des Canadiens de Montréal, des Devils du New Jersey, du Lightning de Tampa Bay, des Blues de Saint-Louis et des Penguins de Pittsburgh. Il remporte la Coupe Stanley avec les Canadiens de Montréal en 1986 et les Devils du New Jersey en 1995.
En 1998, il devient le propriétaire du club de golf de Montpellier - Lac Simon dans l'Outaouais qu'il décide de revendre en 2015.

## Statistiques
Pour les significations des abréviations, voir Statistiques du hockey sur glace.
| Saison     | Équipe                   | Ligue      |       | Saison régulière | Saison régulière | Saison régulière | Saison régulière | Saison régulière |    | Séries éliminatoires | Séries éliminatoires | Séries éliminatoires | Séries éliminatoires | Séries éliminatoires |
| Saison     | Équipe                   | Ligue      | PJ    | B                | A                | Pts              | Pun              | PJ               | B  | A                    | Pts                  | Pun                  |                      |                      |
| 1983-1984  | Bisons de Granby         | LHJMQ      | 67    | 39               | 37               | 76               | 62               | 3                | 1  | 1                    | 2                    | 4                    |                      |                      |
| 1984-1985  | Bisons de Granby         | LHJMQ      | 30    | 30               | 27               | 57               | 31               | --               | -- | --                   | --                   | --                   |                      |                      |
| 1984-1985  | Saguenéens de Chicoutimi | LHJMQ      | 27    | 31               | 32               | 63               | 40               | 12               | 13 | 13                   | 26                   | 25                   |                      |                      |
| 1984-1985  | Canadiens de Montréal    | LNH        | 1     | 0                | 0                | 0                | 0                | --               | -- | --                   | --                   | --                   |                      |                      |
| 1984-1985  | Canadiens de Sherbrooke  | LAH        | --    | --               | --               | --               | --               | 9                | 6  | 3                    | 9                    | 10                   |                      |                      |
| 1985-1986  | Canadiens de Montréal    | LNH        | 65    | 21               | 16               | 37               | 50               | 16               | 4  | 1                    | 5                    | 23                   |                      |                      |
| 1986-1987  | Canadiens de Sherbrooke  | LAH        | 12    | 10               | 4                | 14               | 11               | --               | -- | --                   | --                   | --                   |                      |                      |
| 1986-1987  | Canadiens de Montréal    | LNH        | 57    | 20               | 19               | 39               | 80               | 5                | 3  | 2                    | 5                    | 0                    |                      |                      |
| 1987-1988  | Canadiens de Montréal    | LNH        | 72    | 50               | 28               | 78               | 72               | 8                | 7  | 5                    | 12                   | 6                    |                      |                      |
| 1988-1989  | Canadiens de Montréal    | LNH        | 68    | 25               | 35               | 60               | 61               | 21               | 6  | 5                    | 11                   | 14                   |                      |                      |
| 1989-1990  | Canadiens de Montréal    | LNH        | 75    | 51               | 40               | 91               | 46               | 9                | 7  | 3                    | 10                   | 2                    |                      |                      |
| 1990-1991  | Canadiens de Montréal    | LNH        | 75    | 31               | 30               | 61               | 53               | 13               | 9  | 5                    | 14                   | 6                    |                      |                      |
| 1991-1992  | Devils du New Jersey     | LNH        | 74    | 29               | 35               | 64               | 25               | 7                | 1  | 2                    | 3                    | 0                    |                      |                      |
| 1992-1993  | Devils du New Jersey     | LNH        | 78    | 38               | 35               | 73               | 44               | 5                | 2  | 2                    | 4                    | 2                    |                      |                      |
| 1993-1994  | Devils du New Jersey     | LNH        | 80    | 36               | 36               | 72               | 16               | 20               | 7  | 5                    | 12                   | 6                    |                      |                      |
| 1994-1995  | Devils du New Jersey     | LNH        | 45    | 23               | 16               | 39               | 10               | 19               | 6  | 15                   | 21                   | 2                    |                      |                      |
| 1995-1996  | Devils du New Jersey     | LNH        | 73    | 20               | 12               | 32               | 30               | --               | -- | --                   | --                   | --                   |                      |                      |
| 1996-1997  | Canadiens de Montréal    | LNH        | 63    | 22               | 24               | 46               | 32               | 5                | 0  | 0                    | 0                    | 0                    |                      |                      |
| 1997-1998  | Canadiens de Montréal    | LNH        | 14    | 5                | 4                | 9                | 5                | --               | -- | --                   | --                   | --                   |                      |                      |
| 1997-1998  | Lightning de Tampa Bay   | LNH        | 26    | 9                | 11               | 20               | 36               | --               | -- | --                   | --                   | --                   |                      |                      |
| 1998-1999  | Lightning de Tampa Bay   | LNH        | 64    | 12               | 21               | 33               | 22               | --               | -- | --                   | --                   | --                   |                      |                      |
| 1999-2000  | Lightning de Tampa Bay   | LNH        | 20    | 7                | 5                | 12               | 4                | --               | -- | --                   | --                   | --                   |                      |                      |
| 1999-2000  | Vipers de Détroit        | LIH        | 2     | 0                | 0                | 0                | 0                | --               | -- | --                   | --                   | --                   |                      |                      |
| 1999-2000  | Blues de Saint-Louis     | LNH        | 36    | 8                | 17               | 25               | 14               | 3                | 1  | 0                    | 1                    | 0                    |                      |                      |
| 2001-2002  | Penguins de Pittsburgh   | LNH        | 58    | 13               | 12               | 25               | 14               | --               | -- | --                   | --                   | --                   |                      |                      |
| 2001-2002  | Devils du New Jersey     | LNH        | 10    | 1                | 2                | 3                | 0                | 3                | 0  | 0                    | 0                    | 0                    |                      |                      |
| 2004-2005  | Mission de Sorel-Tracy   | LNAH       | 8     | 2                | 6                | 8                | 0                | 1                | 0  | 0                    | 0                    | 0                    |                      |                      |
| Totaux LNH | Totaux LNH               | Totaux LNH | 1 054 | 421              | 398              | 819              | 614              | 134              | 53 | 45                   | 98                   | 61                   |                      |                      |